# Aeropuerto de Barretos
Aeropuerto de Barretos (IATA: BAT, OACI: SNBA), es el aeropuerto que da servicio a Barretos, Brasil.
Es operado por ASP.

## Historia
El 11 de julio de 2013 la DAESP transfirió la administración del aeropuerto al Municipio de Barretos. Sin embargo, el 16 de mayo de 2019, la instalación fue transferida nuevamente a DAESP.
En 2013 se creó una alianza entre la administración del aeropuerto y el Hospital Oncológico de Barretos, el más grande de América Latina. Esta asociación es visible en una campaña solicitando vuelos regulares de las aerolíneas brasileñas a Barretos, y está centralizada en el sitio web Voo contra o câncer.
El 15 de julio de 2021 se subastó la concesión del aeropuerto a la Socicam, bajo el nombre de Consórcio Aeroportos Paulista (ASP). El aeropuerto fue operado anteriormente por DAESP.

## Aerolíneas y destinos
En este aeropuerto no operan vuelos regulares.

## Acceso
El aeropuerto está ubicado a 4 km (2 millas) del centro de Barretos.